# Seznam vážek v Česku
Seznam vážek v Česku uvádí 73 druhů, které jsou ve dvou tabulkách rozděleny na motýlice (25 druhů) a šídla (48 druhů). Názvy stupňů ohrožení jsou uvedeny podle červeného seznamu IUCN.

## Motýlice– Zygoptera
| Čeleď                         | Český název druhu – vědecký název             | Stupeň ohrožení v Česku |
| motýlicovití – Calopterygidae |                                               |                         |
|                               | motýlice obecná – Calopteryx virgo            | málo dotčený            |
|                               | motýlice lesklá – Calopteryx splendens        | málo dotčený            |
| šídlatkovití – Lestidae       |                                               |                         |
|                               | šídlatka velká – Lestes viridis               | málo dotčený            |
|                               | šídlatka brvnatá – Lestes barbarus            | zranitelný              |
|                               | šídlatka zelená – Lestes virens               | zranitelný              |
|                               | šídlatka velkoskvrnná – Lestes macrostigma    | kriticky ohrožený       |
|                               | šídlatka páskovaná – Lestes sponsa            | málo dotčený            |
|                               | šídlatka tmavá – Lestes dryas                 | zranitelný              |
|                               | šídlatka hnědá – Sympecma fusca               | téměř ohrožený          |
|                               | šídlatka kroužkovaná – Sympecma paedisca      | kriticky ohrožený       |
| šidélkovití – Platycnemididae |                                               |                         |
|                               | šidélko brvonohé – Platycnemis pennipes       | málo dotčený            |
| šidélkovití – Coenagrionidae  |                                               |                         |
|                               | šidélko ruměnné – Pyrrhosoma nymphula         | málo dotčený            |
|                               | šidélko rudoočko – Erythromma najas           | málo dotčený            |
|                               | šidélko znamenané – Erythromma viridulum      | téměř ohrožený          |
|                               | šidélko přilbovité – Coenagrion mercuriale    | pro území ČR vymizelý   |
|                               | šidélko huňaté – Coenagrion scitulum          | kriticky ohrožený       |
|                               | šidélko kopovité – Coenagrion hastulatum      | téměř ohrožený          |
|                               | šidélko jarní – Coenagrion lunulatum          | kriticky ohrožený       |
|                               | šidélko ozdobné – Coenagrion ornatum          | kriticky ohrožený       |
|                               | šidélko páskované – Coenagrion puella         | málo dotčený            |
|                               | šidélko širokoskvrnné – Coenagrion pulchellum | málo dotčený            |
|                               | šidélko kroužkované – Enallagma cyathigerum   | málo dotčený            |
|                               | šidélko malé – Ischnura pumilio               | téměř ohrožený          |
|                               | šidélko větší – Ischnura elegans              | málo dotčený            |
|                               | šidélko lesklé – Nehalennia speciosa          | kriticky ohrožený       |

## Šídla– Anisoptera
| Čeleď                           | Český název druhu – vědecký název              | Stupeň ohrožení v Česku |
| šídlovití – Aeschnidae          |                                                |                         |
|                                 | šídlo horské – Aeshna caerulea                 | kriticky ohrožený       |
|                                 | šídlo sítinové – Aeshna juncea                 | zranitelný              |
|                                 | šídlo rašelinné – Aeshna subarctica            | kriticky ohrožený       |
|                                 | šídlo pestré – Aeshna mixta                    | málo dotčený            |
|                                 | šídlo rákosní – Aeshna affinis                 | zranitelný              |
|                                 | šídlo modré – Aeshna cyanea                    | málo dotčený            |
|                                 | šídlo velké – Aeshna grandis                   | málo dotčený            |
|                                 | šídlo červené – Aeshna isosceles               | zranitelný              |
|                                 | šídlo královské – Anax imperator               | málo dotčený            |
|                                 | šídlo tmavé – Anax parthenope                  | zranitelný              |
|                                 | šídlo hnědé – Hemianax ephippiger              | málo dotčený            |
|                                 | šídlo luční – Brachytron pratense              | ohrožený                |
| klínatkovití – Gomphidae        |                                                |                         |
|                                 | klínatka žlutonohá – Gomphus flavipes          | ohrožený                |
|                                 | klínatka obecná – Gomphus vulgatissimus        | zranitelný              |
|                                 | klínatka rohatá – Ophiogomphus cecilia         | ohrožený                |
|                                 | klínatka vidlitá – Onychogomphus forcipatus    | ohrožený                |
| páskovcovití – Cordulegastridae |                                                |                         |
|                                 | páskovec dvojzubý – Cordulegaster bidentata    | zranitelný              |
|                                 | páskovec kroužkovaný – Cordulegaster boltonii  | zranitelný              |
|                                 | páskovec velký – Cordulegaster heros           |                         |
| lesklicovití – Corduliidae      |                                                |                         |
|                                 | lesklice měděná – Cordulia aenea               | málo dotčený            |
|                                 | lesklice zelenavá – Somatochlora metallica     | málo dotčený            |
|                                 | lesklice jižní – Somatochlora meridionalis     | nemá                    |
|                                 | lesklice horská – Somatochlora alpestris       | ohrožený                |
|                                 | lesklice severská – Somatochlora arctica       | ohrožený                |
|                                 | lesklice skvrnitá – Somatochlora flavomaculata | ohrožený                |
|                                 | lesklice velká – Epitheca bimaculata           | kriticky ohrožený       |
| vážkovití – Libellulidae        |                                                |                         |
|                                 | vážka čtyřskvrnná – Libellula quadrimaculata   | málo dotčený            |
|                                 | vážka plavá – Libellula fulva                  | kriticky ohrožený       |
|                                 | vážka ploská – Libellula depressa              | málo dotčený            |
|                                 | vážka černořitná – Orthetrum cancellatum       | málo dotčený            |
|                                 | vážka bělořitná – Orthetrum albistylum         | málo dotčený            |
|                                 | vážka hnědoskvrnná – Orthetrum brunneum        | ohrožený                |
|                                 | vážka žlutoskvrnná – Orthetrum coerulescens    | ohrožený                |
|                                 | vážka červená – Crocothemis erythraea          | málo dotčený            |
|                                 | vážka žíhaná – Sympetrum striolatum            | téměř ohrožený          |
|                                 | vážka obecná – Sympetrum vulgatum              | málo dotčený            |
|                                 | vážka jižní – Sympetrum meridionale            | ohrožený                |
|                                 | vážka jarní – Sympetrum fonscolombii           | ohrožený                |
|                                 | vážka žlutavá – Sympetrum flaveolum            | málo dotčený            |
|                                 | vážka rudá – Sympetrum sanguineum              | málo dotčený            |
|                                 | vážka rumělková – Sympetrum depressiusculum    | kriticky ohrožený       |
|                                 | vážka tmavá – Sympetrum danae                  | málo dotčený            |
|                                 | vážka podhorní – Sympetrum pedemontanum        | ohrožený                |
|                                 | vážka široká – Leucorrhinia caudalis           | pro území ČR vymizelý   |
|                                 | vážka běloústá – Leucorrhinia albifrons        | kriticky ohrožený       |
|                                 | vážka čárkovaná – Leucorrhinia dubia           | zranitelný              |
|                                 | vážka tmavoskvrnná – Leucorrhinia rubicunda    | ohrožený                |
|                                 | vážka jasnoskvrnná – Leucorrhinia pectoralis   | zranitelný              |